# البورجب (الرقة)
البورجب قرية سورية تتبع ناحية المنصورة في منطقة الثورة في محافظة الرقة. بلغ عدد سكانها 678 نسمة في عام 2004 حسب إحصاء المكتب المركزي للإحصاء.